# Rajdy na Wyspy Marshalla i Gilberta
Naloty na Wyspy Marshalla i Gilberta – taktyczna ofensywa powietrzna połączona z atakiem artylerii morskiej przeprowadzona przez lotniskowce US Navy wsparte innymi okrętami wojennymi w dniu 1 lutego 1942 roku. Celem tych ataków były garnizony Cesarskiej Marynarki Wojennej zlokalizowane na Wyspach Marshalla i Gilberta. Garnizonami japońskimi dowodził wiceadm. Shigeyoshi Inoue, który był jednocześnie dowódcą 4. Floty Japońskiej. Lotnictwo na wyspach należało do 24. Flotylli Powietrznej Japońskiej Cesarskiej Marynarki Wojennej pod dowództwem kontradmirała Eiji Gotō. Siły amerykańskie znajdowały się pod ogólnym dowództwem wiceadmirała Williama Halseya.

## Naloty
Naloty zostały przeprowadzone przed dwie oddzielne grupy lotniskowców. Samoloty z Task Force 17, którym dowodził kontradmirał Frank Jack Fletcher, stacjonujące na lotniskowcu USS „Yorktown” zaatakowały wyspy Jaluit, Mili i Makin. Samoloty z USS „Yorktown” wyrządziły umiarkowane zniszczenia na japońskich instalacjach morskich na wyspach i zniszczyły trzy samoloty. Utracono siedem samolotów z lotniskowca „Yorktown” oraz wodnosamolot zwiadowczy z jednego z krążowników Task Force 17. 
Bombowce nurkujące Douglas SBD Dauntless z VB-6 i VS-6 oraz torpedowe Douglas TBD Devastator eskadry VT-6 z grupy lotniczej USS „Enterprise” (CV-6) z Task Force 8, dowodzone przez adm. Halseya, zaatakowały Kwajalein, Wotje i Taroa. W tym samym czasie krążowniki i niszczyciele zbombardowały Wotje i Taroa. Naloty spowodowały lekkie do średnich uszkodzeń garnizonów morskich na tych trzech wyspach, zatopiły trzy małe okręty wojenne, uszkodziły w średnim stopniu inne, w tym lekki krążownik „Katori” oraz zniszczyły 15 samolotów. Krążownik USS „Chester” (CA-27) został trafiony i lekko uszkodzony przez japońską bombę lotniczą, a sześć samolotów z USS „Enterprise” zostało straconych. Nie chcąc narażać zespołu okrętów na japońskie ataki, Task Force 8 i 17 wycofały się natychmiast z rejonu po wykonaniu uderzeń.

## Po bitwie i znaczenie bitwy
Skutkiem zniszczenia trzonu amerykańskiej floty w Pearl Harbor, rajdy na Wyspy Marshalla i Gilberta były częścią przyjętej przez amerykańskiej dowództwo strategii nękania sił japońskich i spowalniania ich postępów. Cesarska Marynarka Wojenna na krótko wysłała w ten rejon dwa lotniskowce, które miały ścigać Task Force 16 i 17, ale szybko zrezygnowano z pościgu i lotniskowce dalej powróciły do wspierania odbywających się wtedy skutecznych podbojów Filipin i Holenderskich Indii Wschodnich. Trzeba jednak dodać, że naloty podniosły nieco morale amerykańskiej marynarki i tym samym wzmocniły nieco jej wizerunek w oczach opinii publicznej, która wciąż nie mogła się otrząsnąć po Pearl Harbor i utracie wyspy Wake. Naloty te miały także znaczenie jeśli chodzi o zbieranie doświadczeń, które przydały się w późniejszych walkach przeciwko Japończykom. Co się tyczy samych Japończyków to widocznie nie zdawali sobie oni sprawy z tego, że koncepcja obrony przy użyciu rozproszonych garnizonów miała poważne wady, a to dlatego, że garnizony były zbyt oddalone od siebie i tym samym nie mogły sobie przyjść nawzajem ze skuteczną pomocą. Naloty wraz z nalotem Doolittle’a w kwietniu 1942 roku pomogły przekonać dowódcę Floty Połączonej Isoroku Yamamoto, że istnieje pilna potrzeba wciągnięcia amerykańskich lotniskowców do bitwy tak szybko jak to jest tylko możliwe w celu zniszczenia ich. Plan Yamamoto miał swoje konsekwencje w czasie bitwy pod Midway.